# 傑克森維爾 (伊利諾州)
傑克遜維爾（英語：Jacksonville）是一個位於美國伊利諾伊州摩根縣的城市。根據2010年美國人口普查，該地人口為19446人，而該地的面積約為27.60平方千米。同時該地也是摩根縣的縣治。

## 地理
傑克遜維爾的座標為39°43′05″N 90°14′04″W / 39.71806°N 90.23444°W，而該地的平均海拔高度為186米（即610英尺）。